# Long Way Round
Long Way Round (LWR) er en britisk tv-serie og bog, der dokumenterer Ewan McGregor og Charley Boormans 31.000 km lange rejse fra London til New York City på motorcykel. De rejste mod øst gennem Europa og Asien, fløj til Alaska og fortsatte ad landevejen til New York. Serien blev sendt på Sky One 18. oktober 2004 – 1. februar 2005 og blev sendt igen på BBC Two i 2008. Serien blev tilføjet Apple TV+ den 18. september 2020 sammen med efterfølgerne Long Way Down (2007) og Long Way Up (2020).

## Oversigt
Fra 14. april 2004 til 29. juli 2004 rejste Ewan McGregor, Charley Boorman og motorcykelkørende kameramand Claudio von Planta, sammen med instruktører/producenter David Alexanian og Russ Malkin, fra London til New York City via Vest- og Centraleuropa, Ukraine, det vestlige Rusland, Kasakhstan, Mongoliet, Sibirien og Canada, over en samlet afstand på 30.396 km. De eneste dele af rejsen, der ikke blev gennemført på motorcykel, var den 50 km lange passage gennem Eurotunnelen, 930 km med tog i Sibirien for at omgå Zilov-gabet, adskillige flodovergange og en kort ufremkommelig del i det østlige Rusland gennemført med lastbil og en 4.031 km flyvning fra Magadan i det østlige Rusland til Anchorage, Alaska i USA.
Kørerne tog deres BMW-motorcykler gennem dybe og opsvulmede floder, mange uden fungerende broer, mens de rejste langs Knoglevejen til Magadan. Sommerafstrømningen fra issmeltningen var i fuld flow, og motorcyklerne måtte til sidst læsses på forbipasserende lastbiler for at blive færget over nogle af de dybeste floder.
Rejsen gik gennem 12 lande, startende i Storbritannien, derefter gennem Frankrig, Belgien, Tyskland, Tjekkiet, Slovakiet, Ukraine, Rusland, Kasakhstan, Mongoliet, Canada og USA, og endte i New York City.
Holdet boede hovedsageligt på hoteller, mens de var i Europa, Nordamerika og de mere befolkede dele af Rusland, men måtte ofte campere i Kasakhstan og Mongoliet. De besøgte forskellige seværdigheder og vartegn undervejs, herunder Benhuset i Sedlec i Tjekkiet, Sorgens maske-monumentet i Magadan og Mount Rushmore i USA. De ankom til New York efter planen og kørte ind i byen ledsaget af en kolonne af motorcyklister, inklusive McGregors far Jim og Orange County Choppers-holdet.

## Filmhold
Ud over McGregor, Boorman og von Planta indgik i produktionen et filmhold bestående af producenterne David Alexanian og Russ Malkin og filmfotograf Jimmy Simak. Til rejsen gennem Asien blev de også ledsaget af sikkerhedsrådgiveren Sergey og lægen Vasily. Holdet rejste i to terrængående Mitsubishi-køretøjer – en rød L200 Animal LWB firehjulstrukken pickup (som væltede i Mongoliet og blev udskiftet med en Ford Excursion i Alaska) og en sort Shogun Warrior DI-D stationcar med automatgear. Andre køretøjer såsom en Ulyanovsk Automobile Plant firehjulstrukken varevogn blev også brugt af filmholdet på den russiske/østasiatiske del af rejsen. Køretøjerne fulgte generelt omkring en dags kørsel efter motorcyklisterne og mødte dem ved grænseovergange, og når omstændighederne krævede en større grad af holdarbejde.
Inden de tog afsted fra London, modtog McGregor og Boorman specialuddannelse for at forberede sig til ekspeditionen. Uddannelse i at operere i fjendtlige og farlige miljøer (såsom uautoriserede kontrolpunkter) blev afviklet af tidligere SAS-major Jamie Lowther-Pinkerton. Uddannelsen dækkede også terrænkørsel, det russiske sprog og motorcykelvedligeholdelse. De modtog råd fra eksperter og ambassadeembedsmænd om de mere fjerntliggende lande, de skulle besøge. Under førstehjælpsuddannelsen besluttede McGregor, at de ville tage en læge med på den sibiriske del af turen, hvor de ville være langt fra lægehjælp.
Researchere, kaldet "Ewan og Charleys engle", hjalp med at få holdet på farten og skaffe alle de nødvendige papirer og visa.

## Motorcykler
McGregor gik ind for at køre på BMW-motorcykler, mens Boorman foretrak KTM (en østrigsk specialeret motocross- og offroad-motorcykelproducent). De havde også overvejet Honda. Efter offroad-afprøvninger på KTM- og BMW-maskiner indvilgede McGregor i at gå efter KTM'er, men KTM afviste i sidste ende at give dem salgsfremmende motorcykler, af bekymring for at holdet kunne mislykkes.
BMW bidrog derefter med tre BMW R1150GS terrængående motorcykler, som blev modificeret for at hjælpe holdet med at gennemføre og dokumentere deres mission. De var også udstyret med kameraer, mikrofoner og visnings-/søgerskærme monteret på instrumentbrætterne. En tilpasset GPS med specielt kortlagte waypoints i Mongoliet og Sibirien var afgørende i områder uden veje eller vejskilte.

## Musik
Musikken i Long Way Round blev valgt af McGregor og Boorman og inkluderer numre fra Stereophonics, Blur, Coldplay, Orbital, Massive Attack og Radiohead. Temasangen blev skrevet og fremført af Kelly Jones, forsangeren i Stereophonics. McGregor og Jones havde diskuteret ideer til sangen via sms under turen.

## Dvd
En dvd med to diske blev udgivet som en miniserie sidst i 2005, bestående af syv afsnit på omkring 45 minutter hver, i alt omkring 400 minutter. Afsnittene er unavngivne, men dækker nogenlunde følgende:
- Afsnit 1: Forberedelse;
- Afsnit 2: London til Volgograd;
- Afsnit 3: Kasakhstan;
- Afsnit 4: Barnaul til Vestmongoliet;
- Afsnit 5: Vestmongoliet til Yakutsk;
- Afsnit 6: Yakutsk til Magadan (Knoglevejen);
- Afsnit 7: Anchorage til New York

Den medfølgende bonusdisk indeholder flere korte indslag og slettede scener.

### Særudgave
En særudgave-dvd blev udgivet, der udvidede serien til ti afsnit på omkring 45 minutter fordelt på tre diske (og uden den oprindelige bonusdisk), i alt omkring 540 minutter. Forskellene mellem de to udgaver er især i begyndelsen (originalen dækker deres forberedelse med et afsnit i stedet for to) og i slutningen (originalen viser deres tur fra Anchorage gennem Canada til New York i et afsnit i stedet for to). Særudgaven dedikerer også et afsnit til retrospektive interviews et år senere. Særudgavens afsnit er unavngivne, men dækker nogenlunde følgende:
- Afsnit 1: Forberedelse, del 1;
- Afsnit 2: Afrejse;
- Afsnit 3: London til Volgograd;
- Afsnit 4: Kasakhstan;
- Afsnit 5: Barnaul til Vestmongoliet;
- Afsnit 6: Vestmongoliet til Yakutsk;
- Afsnit 7: Yakutsk til Magadan (Knoglevejen);
- Afsnit 8: Anchorage til Calgary;
- Afsnit 9: Calgary til New York;
- Afsnit 10: Et år senere

Musikudvalget er også lidt forskelligt mellem de to udgaver.
Den 18. september 2020 blev særudgaven gjort tilgængelig til streaming på Apple TV+.

## Inspiration
McGregor og Boorman var inspireret af motorcyklisten Ted Simons bog Jupiters rejser. De mødtes med Simon i Mongoliet.